# 项国勇
项国勇（1977年5月—），男，安徽人，中国科学技术大学教授，主要从事量子信息的理论与实验研究。

## 生平
2000年6月毕业于安徽师范大学物理教育专业获学士学位，同年考取中国科学技术大学光学研究生，于2005年获博士学位，师从郭光灿院士。2005年7月至2007年7月，在中国科学技术大学量子信息重点实验室做博士后。2007年11月至2010年7月，在澳大利亚格里菲斯大学量子动力学中心从事博士后研究。2010年9月回国任中国科学技术大学量子信息重点实验室副教授，2012年10月晋升教授。
主要从事量子信息以及量子测量方面的理论和实验研究工作，在Nature Communications、Nature Photonics、Science Advances、Physical Review Letters等国际期刊发表研究论文70余篇。主持国家自然科学基金青年项目、面上项目等科研项目多项，2012年获国家自然科学基金优秀青年基金资助，2021年入选国家高层次人才特殊支持计划科技领军人才。